# PCRE
PCRE (Perl Compatible Regular Expressions) — бібліотека, що реалізує роботу регулярних виразів у стилі Perl (з деякими відмінностями). Синтаксис регулярних виразів PCRE значно потужніший і гнучкіший, ніж стандартних регулярних виразів POSIX.
У тому чи іншому вигляді доступна для дуже багатьох мов програмування. Зокрема, в PHP модуль PCRE включений в ядро.
Автор бібліотеки — Філіп Хейзел (Philip Hazel). Бібліотека написана на Сі й розповсюджується під вільною ліцензією BSD.

## Функції бібліотеки

### Базові функції
```
pcre
 
*
pcre_compile
(
const
 
char
 
*
pattern
,
 
int
 
options
,

          
const
 
char
 
**
errptr
,
 
int
 
*
erroffset
,
 

          
const
 
unsigned
 
char
 
*
tableptr
);

```

Функція pcre_compile компілює регулярний вираз у внутрішнє представлення бібліотеки. Перший аргумент — посилання на рядок, що містить регулярний вираз. У другому можна вказати різні атрибути (які відповідають опціям /igms… в Perl). Останній аргумент — посилання на таблицю кодування, створену pcre_maketables.
Якщо під час компіляції шаблону сталася помилка, повертає NULL.
```
int
 
pcre_exec
(
const
 
pcre
 
*
code
,
 
const
 
pcre_extra
 
*
extra
,
 

          
const
 
char
 
*
subject
,
 
int
 
length
,
 
int
 
startoffset
,
 
int
 
options
,
 

          
int
 
*
ovector
,
 
int
 
ovecsize
);

```

Функцію pcre_exec використовують для пошуку збігів. У першому аргументі передають значення, повернене pcre_compile. У другому — додаткові відомості, повернуті функцією pcre_study. Наступні три аргументи — аналізований рядок, його довжина та зміщення, починаючи з якого буде оброблятися рядок. Потім — параметр, який вказує опції (їхній докладний опис див. у документації).
В останніх двох аргументах потрібно вказати посилання на зарезервований масив цілих чисел і його довжину. У цей масив заносяться пари індексів, що вказують на початок і кінець збігів. Перші два елементи масиву описують положення всього виразу, що збігся. Інші пари — положення підрядків, які збіглися з виразами в круглих дужках у шаблоні (аналоги змінних виду $1 у Perl).
```
pcre_extra
 
*
pcre_study
(
const
 
pcre
 
*
code
,
 
int
 
options
,
 
const
 
char
 
**
errptr
);

```

Функція прискорює роботу програми, що виконує множину зіставлень з одним і тим самим шаблоном. Створює змінну, яка зберігає додаткові відомості про шаблон, які прискорюють його обробку функцією pcre_exec
```
const
 
unsigned
 
char
 
*
pcre_maketables
(
void
);

```

Створює таблицю символів для використання її функцією pcre_compile

### Добування підрядків
```
int
 
pcre_copy_substring
(
const
 
char
 
*
subject
,
 
int
 
*
ovector
,
 
int
 
stringcount
,
 

        
int
 
stringnumber
,
 
char
 
*
buffer
,
 
int
 
buffersize
);

```

```
int
 
pcre_get_substring
(
const
 
char
 
*
subject
,
 
int
 
*
ovector
,

        
int
 
stringcount
,
 
int
 
stringnumber
,
 
const
 
char
 
**
stringptr
);

```

Отримує з рядка один із знайдених підрядків. Для цього вказується номер знайденого підрядка. Ці функції відрізняються одна від одної тим, що pcre_copy_substring записує результат у буфер, якому вже виділена пам'ять, а pcre_get_substring виділяє пам'ять для буфера й записує в нього результат.
Перші чотири параметри в зазначених функціях однакові: перший — рядок, в якому проводився пошук, другий — масив, створений функцією pcre_exec, третій — значення, повернуте функцією pcre_exec, тобто кількість знайдених підрядків, четвертий — номер потрібного підрядка.
Функції повертають довжину підрядка в разі успіху, в іншому випадку — від'ємне значення — код помилки
```
int
 
pcre_get_substring_list
(
const
 
char
 
*
subject
,
 
int
 
*
ovector
,

        
int
 
stringcount
,
 
const
 
char
 
***
listptr
);

```

Отримує з рядка всі знайдені підрядки.
```
void
 
pcre_free_substring
(
const
 
char
 
*
stringptr
);

```

```
void
 
pcre_free_substring_list
(
const
 
char
 
**
stringptr
);

```

Звільняють пам'ять, виділену, відповідно, pcre_get_substring і pcre_get_substring_list.

### POSIX-сумісні
У PCRE також реалізовані функції роботи з регулярними виразами, сумісні зі стандартом POSIX. Ці функції можна використовувати для обробки рядків у кодуванні, що відрізняється від базової ASCII:
```
int
 
regcomp
(
regex_t
 
*
preg
,
 
const
 
char
 
*
pattern
,
 
int
 
cflags
);

int
 
regexec
(
regex_t
 
*
preg
,
 
const
 
char
 
*
string
,
 
size_t
 
nmatch
,
 
regmatch_t
 
pmatch
[],
 
int
 
eflags
);

size_t
 
regerror
(
int
 
errcode
,
 
const
 
regex_t
 
*
preg
,
 
char
 
*
errbuf
,
 
size_t
 
errbuf_size
);

void
 
regfree
(
regex_t
 
*
preg
);

```

Функція regerror перетворює код помилки, що повертається функціями regcomp і regexec, у повідомлення про помилку. Перший параметр — код помилки. Другий — скомпільований шаблон. Третій — рядок, в який буде записано повідомлення. Четвертий — його довжина.
Функція regfree звільняє змінну, що зберігає скомпільований шаблон, яка передається як параметр. Застосовується, коли потрібно використовувати одну й ту саму змінну для кількох операцій пошуку.

### Компіляція Just-in-time
Ця опціональна можливість доступна у версії 8.20 і вище, якщо вона була дозволена при складанні бібліотеки PCRE. Найбільший приріст продуктивності можливий, наприклад, коли викликаюча програма повторно використовує раніше відтрансльовані регулярні вирази. Підтримка JIT була написана Золтаном Херцегом (Zoltan Herczeg) і не призначена для інтерфейсів POSIX та C++. Вбудований транслятор працює на таких архітектурах:
- ARM v5, v7 і Thumb2
- Intel x86 32-біти й 64-біти
- MIPS 32-біти
- Power PC 32-біти й 64-біти
- SPARC 32-біти (експериментально)
- TileGX (експериментально, починаючи з 8.34)[2]

## Приклад використання
Це приклад найпростішої програми на С++. Регулярний вираз і рядок задані у вихідному тексті (Компілювати з ключем -lpcre).
```
#
 
include
 
<iostream>

#
 
include
 
<string.h>

#
 
include
 
<pcre.h>

using
 
namespace
 
std
;

int
 
main
()
 
{

   
char
 
pattern
[]
 
=
 
"[es]"
;
 
// шаблон (регулярний вираз)

   
char
 
str
[]
 
=
 
"test"
;
  
// рядок, що розбирається

   
// створення таблиці перекодування для локалі uk

   
const
 
unsigned
 
char
 
*
tables
 
=
 
NULL
;
         

   
setlocale
 
(
LC_CTYPE
,
 
(
const
 
char
 
*
)
 
"uk."
);

   
tables
 
=
 
pcre_maketables
();

   
// компілювання регулярного виразу у внутрішнє представлення

   
pcre
 
*
re
;

   
int
 
options
 
=
 
0
;

   
const
 
char
 
*
error
;

   
int
 
erroffset
;

   
re
 
=
 
pcre_compile
 
((
char
 
*
)
 
pattern
,
 
options
,
 
&
error
,
 
&
erroffset
,
 
tables
);

   
if
 
(
!
re
)
 
{
 
// у разі помилки компіляції

      
cerr
 
<<
 
"Failed at offset "
 
<<
 
erroffset
 
<<
 
":"
 
<<
 
error
 
<<
 
"
\n
"
;

   
}
 
else
 
{

      
int
 
count
 
=
 
0
;

      
int
 
ovector
[
30
];

      
count
 
=
 
pcre_exec
 
(
re
,
 
NULL
,
 
(
char
 
*
)
 
str
,
 
strlen
(
str
),
 
0
,
 
0
,
 
ovector
,
 
30
);

      
// зіставляння із взірцем

      
if
 
(
!
count
)
 
{
 
// якщо немає збігів

         
cout
 
<<
 
"No match
\n
"
;

      
}
 
else
 
{

         
//виведення пар {початок, кінець} збігу

         
for
 
(
int
 
c
 
=
 
0
;
 
c
 
<
 
2
 
*
 
count
;
 
c
 
+=
 
2
)
 
{

            
if
 
(
ovector
[
c
]
 
<
 
0
)
 
{
 
// або <unset> для підвиразів, що не збіглися

               
cout
 
<<
 
"<unset>
\n
"
;

            
}
 
else
{

               
cout
 
<<
 
ovector
[
c
]
 
<<
 
ovector
[
c
 
+
 
1
]
 
<<
 
"
\n
"
;

            
}

         
}

      
}

   
}

   

   
// звільняємо дані, під які виділялася пам'ять

   
pcre_free
((
void
 
*
)
 
re
);

   
pcre_free
((
void
 
*
)
 
tables
);

   
return
 
0
;

}

```